# Johann Flittner
Johann Flittner, auch Flitner, Flietner, latinisiert Iohannes Flitnerus, (* 1. November 1618 in Suhl; † 7. Januar 1678 in Stralsund) war ein deutscher evangelisch-lutherischer Geistlicher, Kirchenlieddichter und Komponist.

## Leben
Flittners Vater war Besitzer eines Eisenerzbergwerks und handelte mit Wein, Eisen und Waffen. Bis 1633 besuchte Johann Flittner die Stadtschule in Suhl, anschließend das Gymnasium in Schleusingen. 1637 nahm er ein Theologiestudium an der Universität Wittenberg auf, wechselte 1640 an die Universität Jena und später an die Universität Leipzig. 1643 kam er an die Universität Rostock. Dort hörte er Vorlesungen von Johann Quistorp dem Älteren.
Bei einer Reise durch Pommern erfuhr er in Tribsees von der vakanten Kantorsstelle in Grimmen, um die er sich erfolgreich bewarb. Ostern 1644 wurde er Kantor, übernahm gelegentlich auch Predigten. 1646 wurde er Diakon an der Stadtkirche von Grimmen und blieb bis an sein Lebensende in dieser Stellung. Bereits einen Monat nach Amtsantritt heiratete er die Witwe seines Vorgängers. Obwohl die Stelle des Pfarrers in seiner Zeit mehrfach frei war, wurde sie ihm nie gegeben. Mit den ihm vom Senat der Universität Greifswald, die das Kirchenpatronat besaß, vorgesetzten Stadtpfarrern hatte er kein gutes Verhältnis.
Während des Zweiten Nordischen Krieges floh er nach Stralsund. Im Exil verfasste er 1659 das „Himmlische Lust-Gärtlein“, das er 1661 in Greifswald drucken ließ, eine Sammlung von Gebeten und Kirchenliedern. Der fünfte Teil Suscitabulum musicum (Musikalisches Weckerlein.) enthält elf von ihm selbst verfasste Lieder, von denen er die meisten selbst vertonte. Neun wurden in das Nürnberger Gesangbuch von 1677 aufgenommen. Johann Sebastian Bach schuf mehrere Sätze zu Choralstrophen Flittners (BWV 259, BWV 361, BWV 473). Vier waren noch im 19. Jahrhundert in Pommern in Gebrauch.
Während des Schwedisch-Brandenburgischen Krieges floh er erneut nach Stralsund. Dort starb er, nachdem er längere Zeit an der Weißen Ruhr erkrankt war. Sein Leichnam wurde nach Grimmen überführt und dort vor dem Altar in der Marienkirche beigesetzt.
Er ist nicht mit dem Poeten Johann Flitner zu verwechseln, der 1620 eine lateinische Übersetzung von Thomas Murners Schelmenzunft veröffentlichte (Nebulo nebulonum) und Korrektor im Verlag von Merian in Frankfurt am Main war.

## Familie
Johann Flittner heiratete am 2. Mai 1646 Anna Margarethe Aven, die Tochter des Bürgermeisters Nicolaus Aven und Witwe des Diakons Caspar Helm. Die beiden hatten fünf Kinder, von denen drei früh starben. Ihr gleichnamiger Sohn wurde Bürgermeister von Grimmen.

## Werk
- Himmlisches Lust-Gärtlein, in welchem zu finden: Allerhand schöne Beicht- und Communion-Gebet, Historien- und Lieder-Blümlein, gepflanzet auß dem großen Paradieß-Garten der h. Schrifft und reinen Kirchen-Lehrern von J. Flittnern, Prediger zu Grimmen in Vor-Pommern. Greifswald 1661, darin Teil 5: Suscitabulum musicum, das ist: Musicalisches Weckerlein.:[3]
  - Ach, was soll ich Sünder machen.
  - Ich halte es dafür.
  - Jesu, meiner Seelen Weide.
  - Jesu, meines Herzens Freud.
  - Menschenhülf ist nichtig, Gunst und Kunst ist flüchtig.
  - Selig, ja selig, wer willig erträget.
  - Was quälet mein Herz für Trauern und Schmerz.